# 莎朗·贝格利
莎朗·贝格利（Sharon Begley，1956年6月14日—2021年1月16日）是一名美国记者、科普作家以及Stat撰稿人。  

## 个人生活
1977年，莎朗·贝格利毕业于耶鲁大学，获得综合科学文学学士学位。 莎朗·贝格利于1983年与Edward Groth结婚，育有一女一子。2021年1月16日，莎朗·贝格利因肺癌去世。 